# 偽ホーン岬

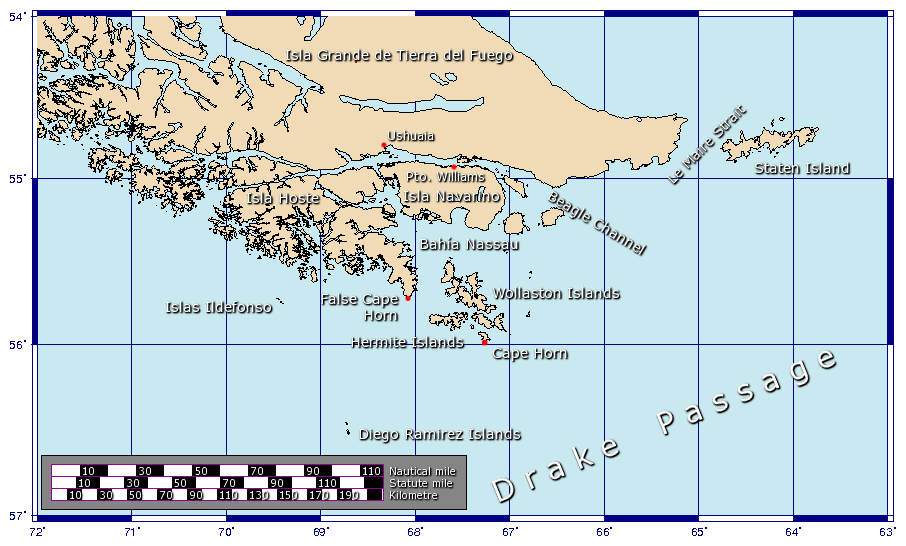
地図上にある「False Cape Horn」が偽ホーン岬。その南東にある「Cape Horn」が実際のホーン岬である。

偽ホーン岬（にせホーンみさき、スペイン語: Falso Cabo de Hornos、英語: False Cape Horn）は、オステ島の南端にある岬。位置は南緯55度43分37秒 西経68度3分16秒 / 南緯55.72694度 西経68.05444度座標: 南緯55度43分37秒 西経68度3分16秒 / 南緯55.72694度 西経68.05444度で、ホーン岬の北西56キロメートルの場所である。

## 概要
偽ホーン岬はフエゴ諸島の大きな島の中では最も南に位置する。偽ホーン岬は、帆船の時代によくホーン岬と間違われたことからこう呼ばれる。西からこの場所に近づく時はホーン岬と同じような位置関係でこの岬を見ることになる。そして、既にホーン岬を通過したと思い東へ向かうとウォラストン諸島に出くわす。この間違いが原因で難破した船も何隻もある。1850年から1900年にかけて、ホーン岬周辺の海域では少なくとも100隻の船舶が失われた。偽ホーン岬は、行政上はチリのマガジャネス・イ・デ・ラ・アンタルティカ・チレーナ州の一部である。